# Chùa Trà Phương
Chùa Trà Phương hay còn gọi là chùa Bà Đanh, tên chữ Thiên Phúc tự là một ngôi chùa có lịch sử lâu đời nằm tại làng Trà Phương, xã Thụy Hương, huyện Kiến Thụy, ngoại ô thành phố Hải Phòng. Năm 2007, chùa đã được nhà nước công nhận là Di tích kiến trúc nghệ thuật cấp quốc gia.
Theo một số di vật đá còn sót lại, nhiều nhà nghiên cứu lịch sử, mỹ thuật cho rằng ngôi chùa này được khởi dựng từ thời nhà Lý.

## Lịch sử
Theo truyền ngôn địa phương, thuở hàn vi, Mạc Đăng Dung trong một lần bị truy sát đã trốn trong chùa Bà Đanh mà thoát nạn; sau này dựng nghiệp, để nhớ ơn cũ, Mạc Đăng Dung xuống chiếu trùng tu, mở rộng chùa và đổi tên thành Thiên Phúc tự.
Theo văn bia "Tu tạo Bà Đanh tự" (khắc năm 1562) tại chùa, người đứng chủ hưng công lại chùa Bà Đanh là Thái hoàng thái hậu Vũ Thị Ngọc Toàn, cùng với 25 thân vương, công chúa, quận công và dân làng Trà Phương đóng góp xây dựng lại chùa tại vị trí ngày nay.
Nhà Lê trung hưng, chùa Trà Phương cùng nhiều công trình xây dựng dưới triều đại nhà Mạc trên đất Dương Kinh bị phá hủy nặng nề. Sang thời Nguyễn, chùa Trà Phương được trùng tu lại, do vậy ngôi chùa hiện nay mang đậm phong cách nghệ thuật thời nhà Nguyễn.
Năm 2007, chùa Trà Phương đã được Nhà nước Việt Nam công nhận là Di tích kiến trúc nghệ thuật cấp quốc gia.

## Kiến trúc
Chùa Trà Phương có mặt chính quay về hướng tây nam, với các công trình kiến trúc như tòa thờ Phật, tòa thờ các vị tổ sư, nhà khách, nhà bia, sân vườn và kiến trúc cổng chùa. Tòa điện Phật trước đây có kiến trúc kiểu chữ Đinh (丁) với 5 gian bái đường, ba gian chuôi vồ; nhưng hiện nay chỉ còn lại ba gian bái đường, ba gian chuôi vồ.
Trong chùa cũng lưu giữ nhiều hiện vật mang phong cách nghệ thuật nhà Mạc như tương vua Mạc Đăng Dung, tượng thái hậu Vũ Thị Ngọc Toàn, đôi sấu đá và các bia ký.